# Toyota A-BAT
O A-BAT é um protótipo de picape compacta da Toyota.